# André Lufwa
André Lufwa Mawidi, né le 15 novembre 1925 à Yanda à Ngombe Matadi (Mbanza-Ngungu) dans le Bas-Congo (Congo belge) et mort le 13 janvier 2020 à Kinshasa (RDC), est un sculpteur congolais.

## Biographie
André Lufwa est diplômé en sculpture en 1951 à l’école Saint-Luc de Kinshasa, aujourd’hui Académie des beaux-arts.
Il est notamment connu pour la statue du Batteur de tam-tam de la FIKIN à Kinshasa.
André Lufwa fut le tout premier enseignant congolais à l’académie des beaux-arts. Il a été honoré en novembre 2019, à la Biennale Young Congo, un festival international d’art contemporain organisé à Kinshasa.